# Big Level
Le Big Level est une montagne de l'ouest de Terre-Neuve située dans les monts Long Range. Il est le second sommet du parc national du Gros-Morne.